# Duisburger Straßenbahnen GmbH
Die Duisburger Straßenbahnen GmbH war ein deutsches Nahverkehrs-Unternehmen in Duisburg.
Die Duisburger Straßenbahnen GmbH wurde 1923 aufgrund eines Konzessionsvertrages von 1899 durch die Stadt Duisburg (51 %) und die Allgemeine Lokal- und Straßenbahngesellschaft (49 %) gegründet. Sie baute in den Jahren 1929 und 1930 das von der Allgemeinen Lokal- und Straßenbahngesellschaft übernommene Liniennetz auf rund 10 Kilometer Streckenlänge aus. Doch schon wenig später wurden in der Duisburger Innenstadt zahlreiche Gleise wieder entfernt. Am 1. April 1938 erfolgte die Übernahme der Düsseldorf-Duisburger Kleinbahn GmbH, ehe sich das Unternehmen am 1. Januar 1940 mit dem aus Hamborn zur Duisburger Verkehrsgesellschaft AG zusammenschloss.